# إبراهيم بن سعيد الجوهري
إبراهيم بن سعيد الجوهري، هو أحد رواة الحديث النبوي الثقات، في بداية القرن الثالث الهجري، سكن بغداد وأصله من طبرستان. وله كتاب اسمه «المسند».

## سيرته
ولد بعد 170 هـ، أضله من طبرستان، كان أبوه سعيد ثقة محتشمًا، حج مرة فحج معه أربعمائة شخص، منهم هشيم بن بشير، وإسماعيل بن عياش. سكن بغداد، وحفظ القرآن وابن خمس سنين، وحُمل إلى المأمون وهو ابن أربع سنين فقرأ القرآن أمامه. حفظ الحديث النبوي وجمعه حفظه في كتابه «المسند»، قال عبد الله بن جعفر بن خاقان: «سألت إبراهيم بن سعيد الجوهري عن حديث لأبي بكر الصديق، فقال لجاريته: أخرجي لي الجزء الثالث والعشرين من مسند أبي بكر، فقلت له: أبو بكر لا يصح له خمسون حديثًا، من أين ثلاثة وعشرون جزءًا؟ فقال: كل حديث لا يكون عندي من مائة وجه، فأنا فيه يتيم.»
توفي مرابطًا بمنطقة تُسمى «عين زربة»، سنة 247 هـ وقيل 249 هـ وقيل 253 هـ وقيل 244 هـ.

## روايته للحديث النبوي
- روى عن: أحمد بْن إسحاق الحضرمي، وأبي الجواب الأَحوص بْن جواب، وأزهر بْن سعد السمان، وإسماعيل بن أَبي أويس، والأسود بن عامر شاذان، وأصرم بن حوشب، وأبي ضمرة أنس بْن عياض، وحجاج بْن مُحَمَّد الأَعور، وحسين بْن مُحَمَّد المروذي، وأبي اليمان الحكم بْن نافع، وأبي أسامة حماد بن أسامة، وخلف بْن تميم، وأبي توبة الربيع بْن نافع الحلبي، وروح بْن عبادة، وريحان بن سَعِيد، وزيد بن الحباب العكلي، وسعد بن عبد الحميد بْن جعفر، وسفيان بن عيينة، وشبابة بْن سوار، والعباس بْن الهيثم الأنطاكي، وعبد الله بْن نمير، وأبي صَالِح عبد الغفار بْن داود الحراني، وعبد الوهاب بْن عَبد المجيد الثقفي، وعبد الوهاب بْن عَطَاء الخفاف، وعُبَيد بْن أَبي قرة، وعُمَر بْن سعد أَبِي داود الحفري، وعُمَر بْن شبيب المسلي، وأبي صالح محبوب بْن موسى الفراء الأنطاكي، ومحمد بن بشر العبدي، ومحمد بْن خازم أبي معاوية الضرير، ومحمد بْن ربيعة الكِلابي، ومحمد بْن عُمَر الواقدي، وأبي أحمد مُحَمَّد بْن عَبْد اللَّهِ بْن الزبير الزبيري، ومحمد بْن فضيل بْن غزوان الضبي، ومحمد بْن القاسم الأسدي، ووكيع بن الجراح، ويحيى بْن يزيد بْن عَبد المَلِك النوفلي، وأحمد بن جناب.[4]
- حدث عنه: الجماعة سوى البخاري، وأبو الجهم بن طلاب، وابن جوصا، وأبو طاهر بن فيل، وأبو عروبة الحسين بْن مُحَمَّد بْن مودود الحراني، والحكيم الترمذي، ومحمد بن علي، ويحيى بن صاعد، وزكريا بن يحيى الساجي، وابن أبي الدنيا، وأبو حاتم الرازي، وموسى بن هارون، وغيرهم.[4][3]
- منزلته في الجرح والتعديل: وثّقه النسائي، والدارقطني وأبو يعلى الخليلي، وقال أبو حاتم الرازي: «كان يذكر بالصدق»، وقال الخطيب البغدادي: «كان مكثرا ثقة ثبتا صنف المسند»، وقال أبو العباس البراثي: «قال أحمد بن حنبل - وسأله موسى ابن هارون عَن إِبْرَاهِيم بْن سَعِيد الجوهري - فَقَالَ: كثير الكتاب كتب فأكثر، فاستأذنه في الكتابة عنه فأذن له.».[4]